# Pinus muricata
Pinus muricata är en tallväxtart som beskrevs av David Don. Pinus muricata ingår i släktet tallar, och familjen tallväxter. IUCN kategoriserar arten globalt som nära hotad. Inga underarter finns listade i Catalogue of Life.

## Bildgalleri

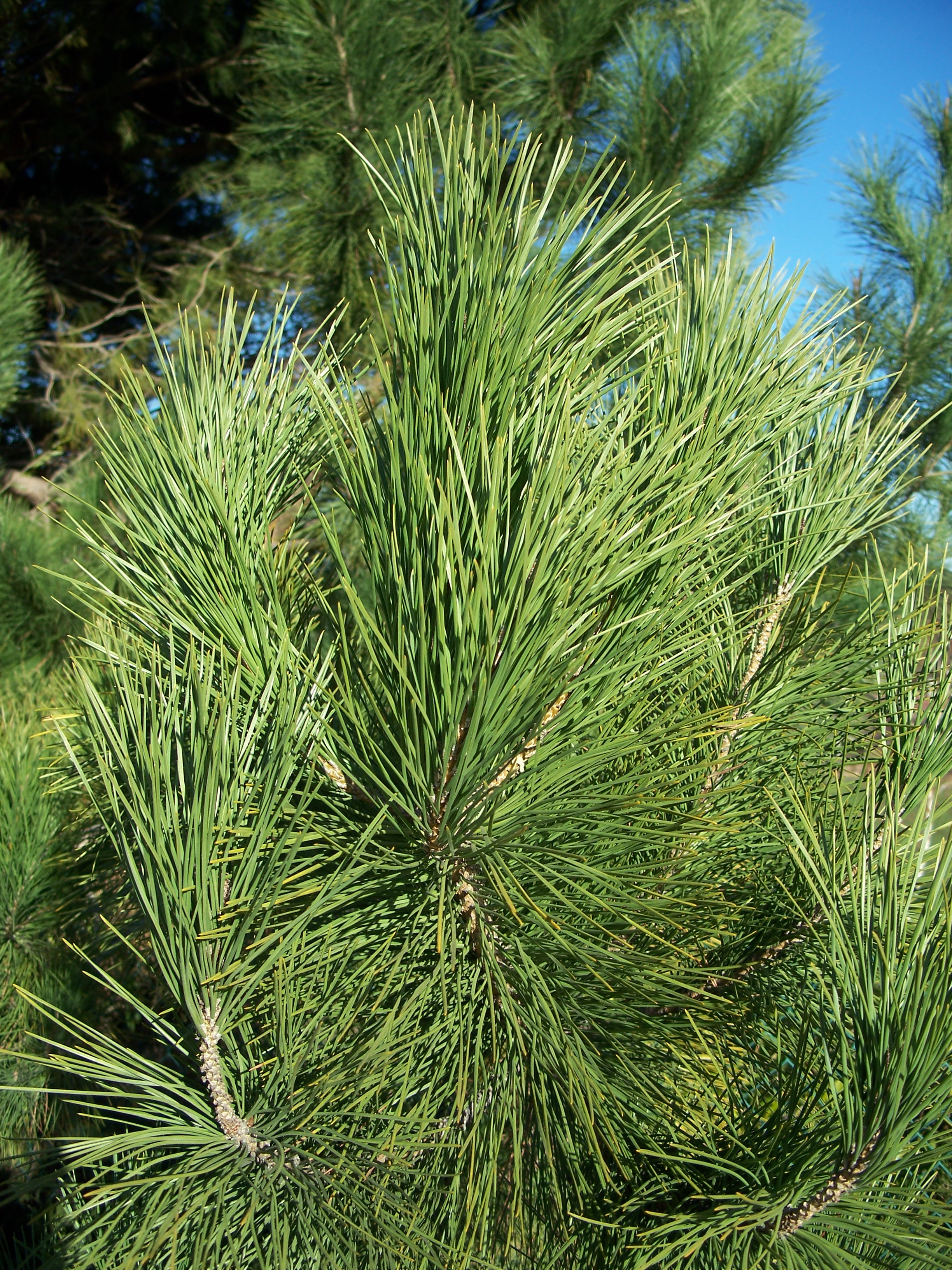
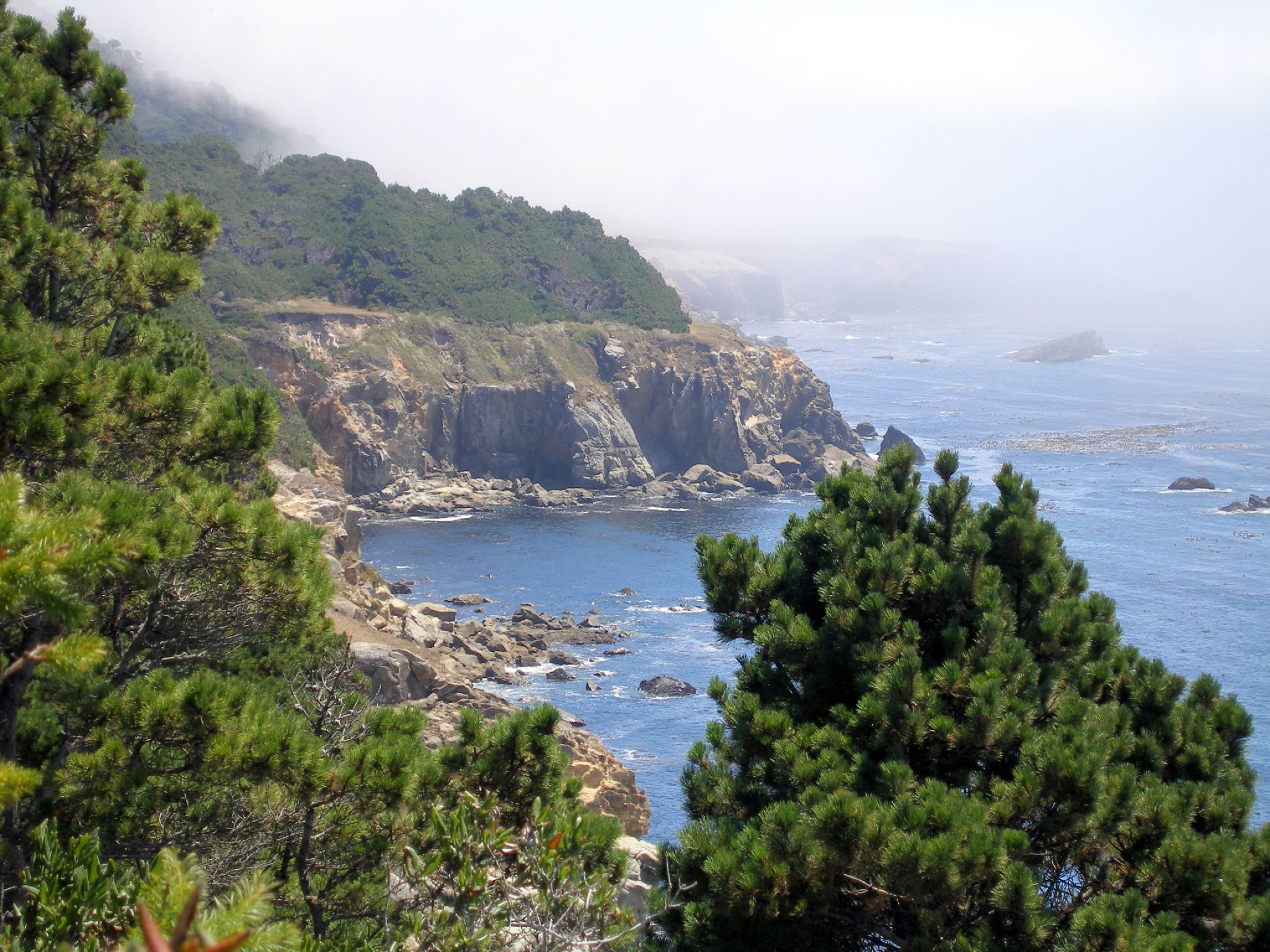
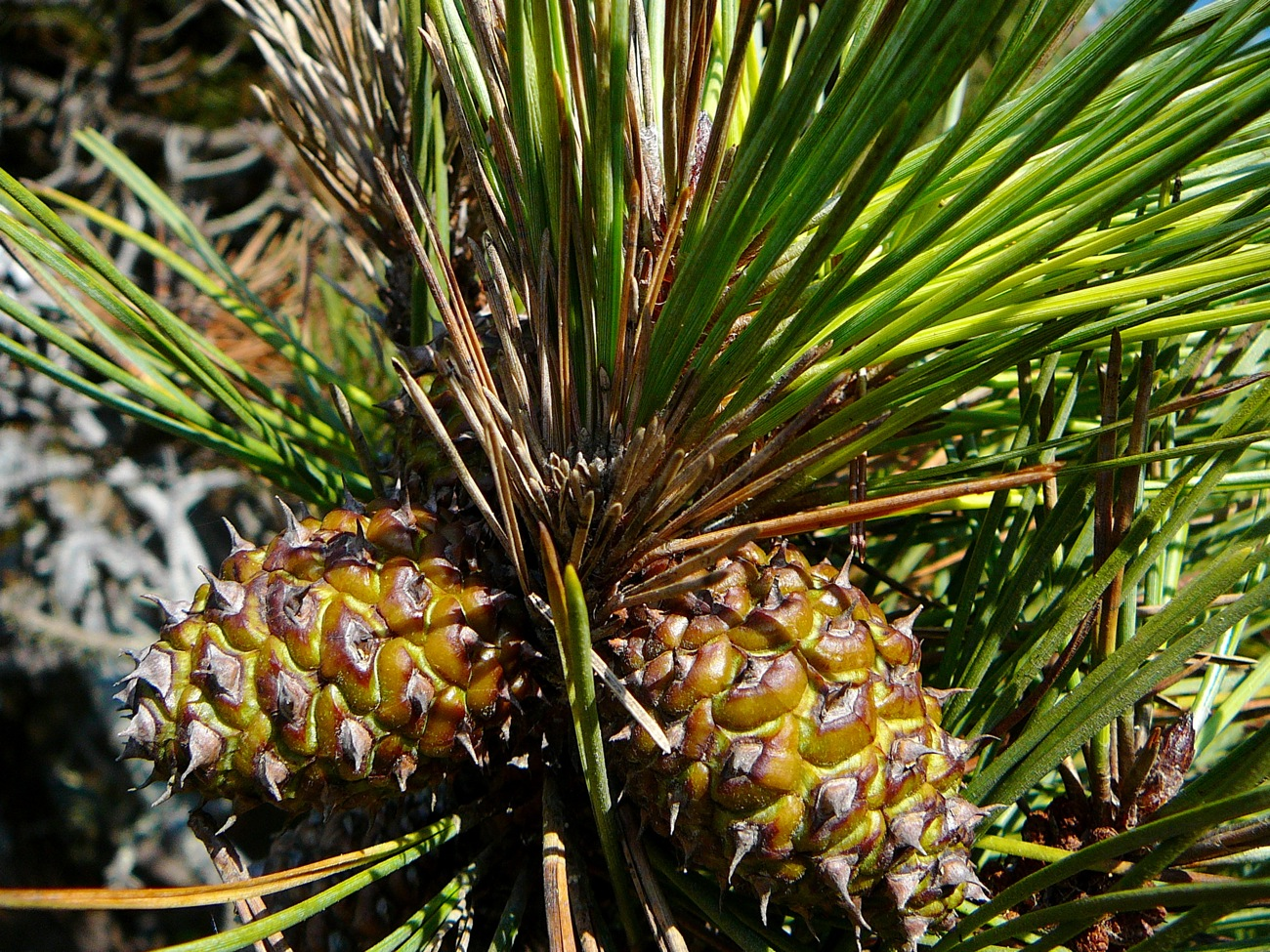
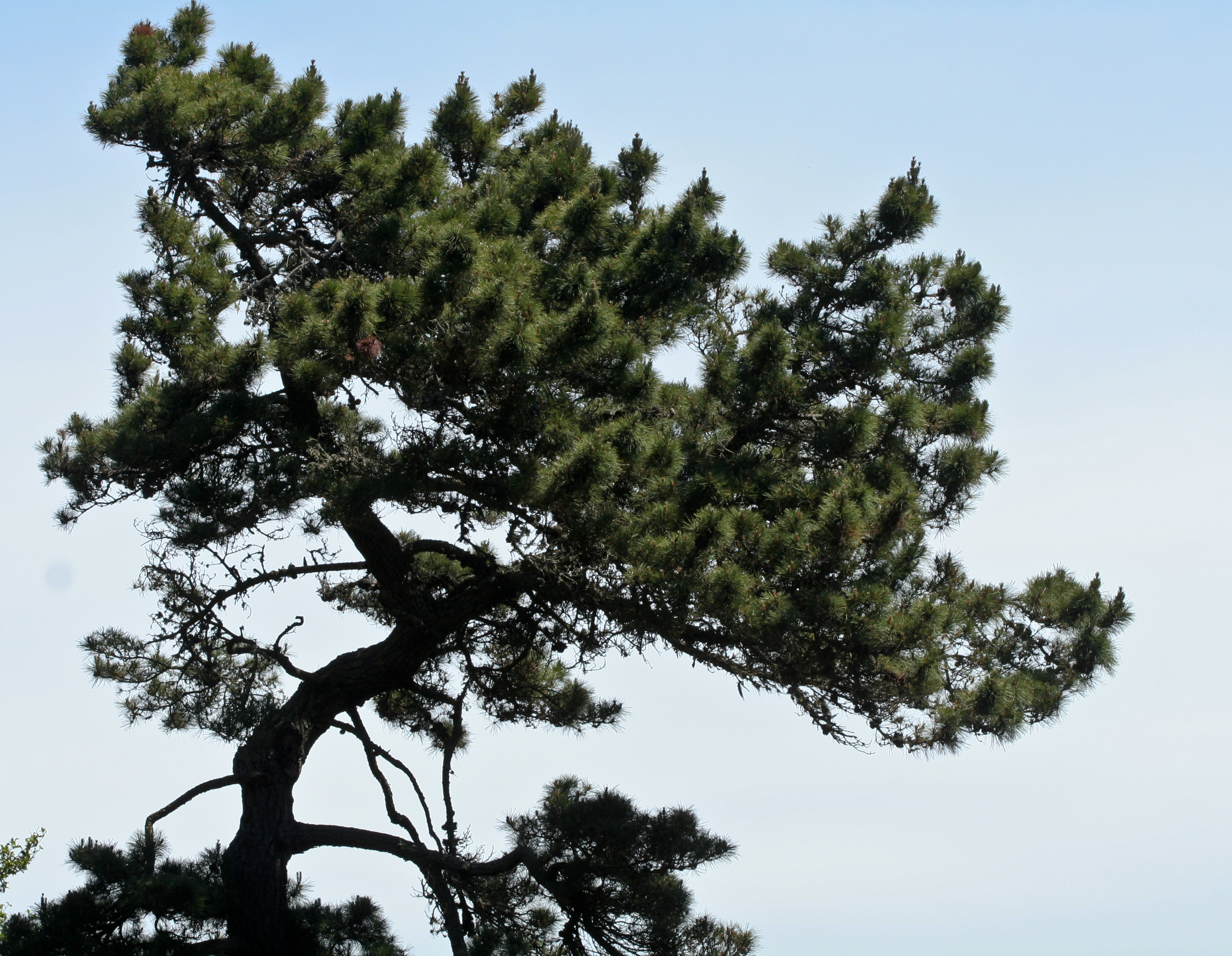
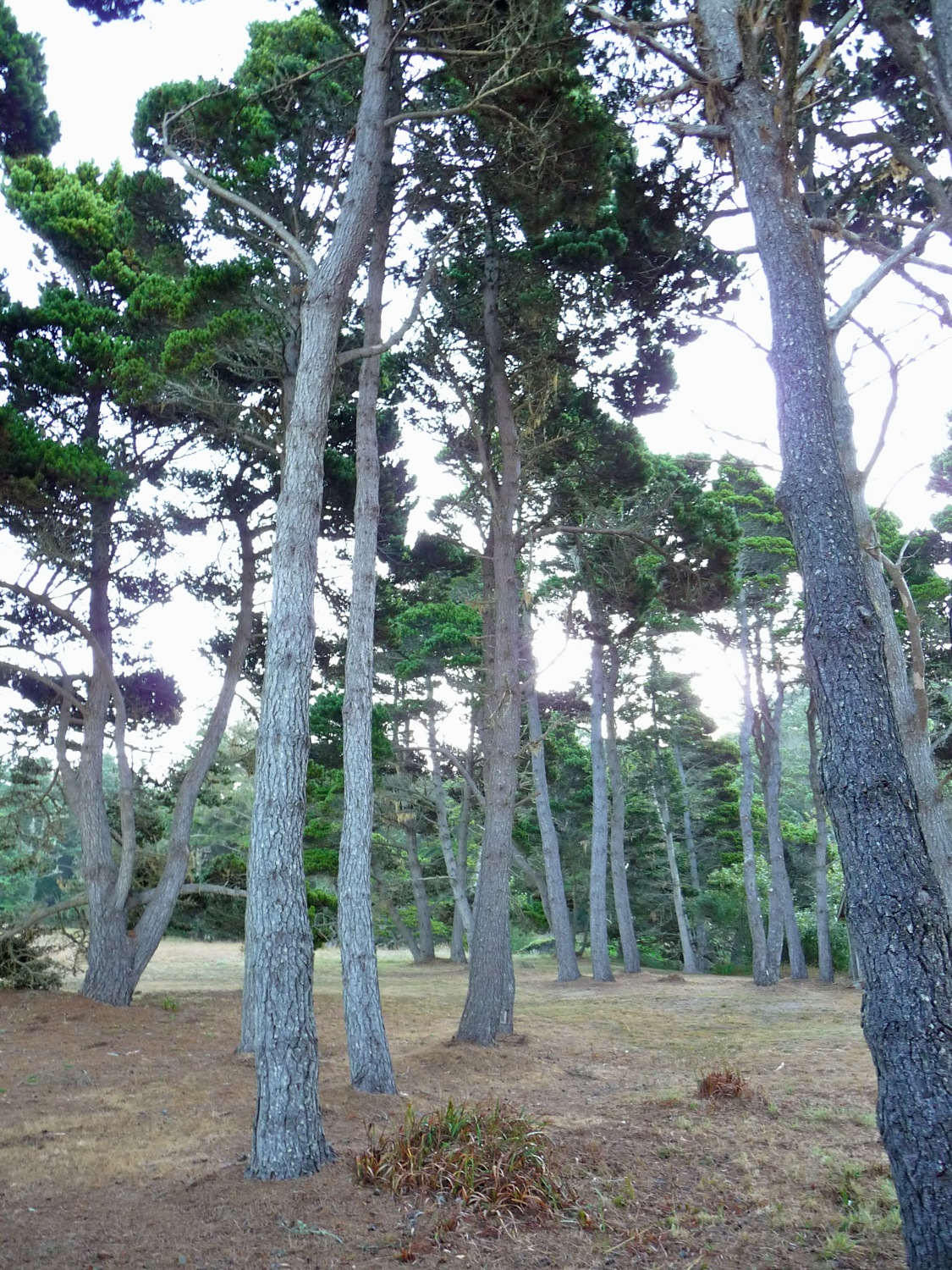
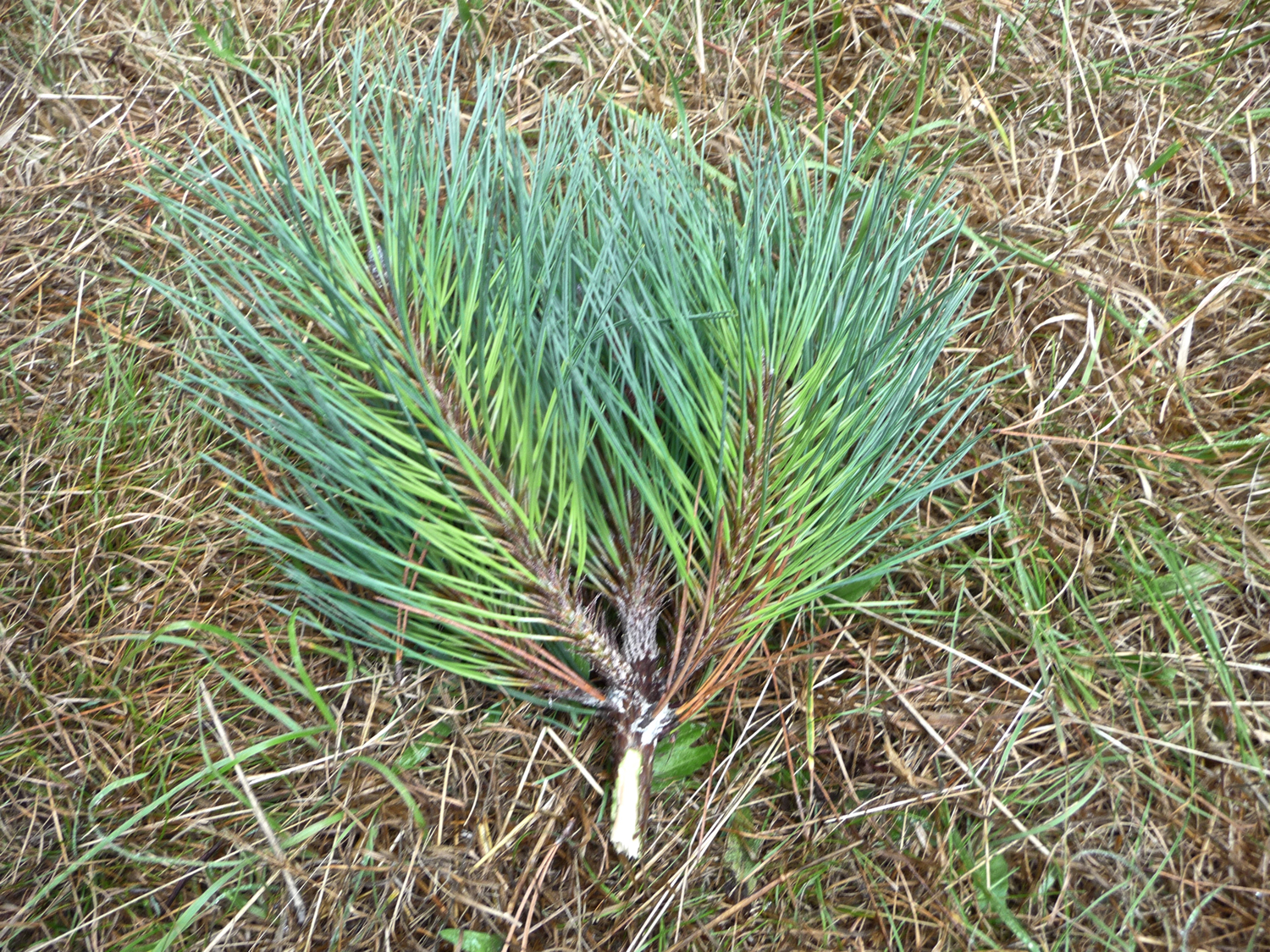